# Pastriz
Pastriz est une commune d’Espagne, dans la province de Saragosse, communauté autonome d'Aragon, Comarque de Saragosse.